# Pennaria armata
Pennaria armata is een hydroïdpoliep uit de familie Pennariidae. De poliep komt uit het geslacht Pennaria. Pennaria armata werd in 1911 voor het eerst wetenschappelijk beschreven door Vanhöffen. 